# Parandra lata
Parandra lata är en skalbaggsart som beskrevs av Bates 1884. Parandra lata ingår i släktet Parandra och familjen långhorningar. Inga underarter finns listade i Catalogue of Life.